# 初見良昭
初見 良昭（はつみ まさあき、1931年12月2日 - ）は、武神館（ぶじんかん）を創設した武術家。戸隠流忍術34代目継承者。

## 概説
忍術は戸隠流の他に、
- 玉心流忍法八法秘剣宗家、
- 雲隠流忍法八法秘剣宗家、

その他古武術は
- 虎倒流骨法術八法秘剣宗家、
- 玉虎流骨指術八法秘剣宗家、
- 高木楊心流柔体術八法秘剣宗家、
- 九鬼神伝流体術八法秘剣宗家、
- 神伝不動流打拳体術八法秘剣宗家、
- 義鑑流骨法術八法秘剣代宗家

と、合わせて九流派の宗家を自称している。現在は「武神館九流派八法秘剣宗家」であり、日本伝統武道における最後の達人と言われる。現在は武道家として国際的に活動しており、アメリカのFBI(連邦捜査局)から招かれ、護身術を指導した事もある。

## 略歴・人物
千葉県出身。幼少の頃より空手、柔道（講道館柔道5段）、ボクシング、古武道、銃剣道など様々な格闘技・武道を修行。初め、天心古流の上野貴に師事し、上野貴の師の一人であった高松寿嗣に27歳の頃に入門し、その後15年間古武道の修行に励む。1958年（昭和33年）、高松から九流派を継承する。この九流派を統合したものを「武神館武道」と名づけ、道場を創設。増田専（柔道8段）に接骨技術を学ぶ。

## エピソード
1964年（昭和39年）放送のテレビアニメ『少年忍者風のフジ丸』の中の「忍術千一夜」という実写パートに「忍者おじさん」と名乗って出演。
1967年公開の映画『007は二度死ぬ』の忍術指導をした。
1974年（昭和49年）には映画『直撃! 地獄拳』（東映）の忍術指導をした。
また、1988年（昭和63年）から放映された特撮テレビドラマ『世界忍者戦ジライヤ』では主人公の養父である山地哲山役で出演。この山地哲山の役回りは、まさに『戸隠流第三十四代宗家』というものであった。武芸考証家・演出家として東映やスタッフと縁があった事からの出演である。また、彼の弟子も本作には端役ではあるが、出演している。なお、声については俳優の長沢大が吹き替えしている。また、初見は武芸考証も務めた。
セルフディフェンスビクス発案に影響を与えたとされる。
2016年においても武神館の現役師範であり、海外にも多数弟子が存在している。武神館自体は度々、バラエティ番組である「YOUは何しに日本へ?」で取り上げられていたが（密着外国人の行き先が、武神館である事が度々ある）、初見本人が初めて登場したのは2014年の11月の放送からである。この時も自ら弟子に稽古をつけている。
2019年、『世界忍者戦ジライヤ』において、親子、師弟役で共演した筒井巧を戸隠流忍術三十五代目宗家に指名している。

## 著書
- いま忍者 この知的変身術
- 武道選書 - 棒術
- 武道選書 - 槍術
- 武道選書 - 半棒術・十手・鉄扇
- 武道選書 - 世界のマーシャルアーツ
- 戦国忍法図鑑
- 秘伝 戸隠流忍法 戸隠忍法流・生きる知恵
- 戸隠流忍法体術
- ナイフ・ピストルファイティング
- 忍者チビッコ道場
- 忍者サブミッション
- 忍者忍法画報